# Andreas Renee Swoboda
Andreas Renee Swoboda (* in Hattersheim am Main) ist ein deutscher Sänger und Musicaldarsteller. Aufgrund seines großen Stimmumfangs von Tenor bis Sopran bekleidet Swoboda sowohl weibliche als auch männliche Rollen.

## Leben
Swoboda wuchs in Hessen auf. Von 1995 bis 1998 war er Ensemblemitglied der Comedy-Gruppe Panoptikum, ehe er sein Studium begann.
Er absolvierte eine Ausbildung zum Musicaldarsteller an der Stage School of Music, Dance & Drama
in Hamburg, die er 2001 mit dem Diplom abschloss. Während dieser Zeit gestaltete er sein erstes Bühnenprogramm Jacob & Svob – Die Charming Twins, in dem er die Doppelrolle der Zwillinge spielte. Damit gastierte er auch in Ausschnitten in der Mitternachtsshow des Schmidt-Theaters in Hamburg.
Im Sommer 2001 spielte Swoboda im BKA-Luftschloss auf dem Schloßplatz in Berlin-Mitte die Rolle der Chantal im Musical La Cage aux Folles – Ein Käfig voller Narren. Diese verkörperte er auch 2004 am Theater Lübeck, wo er zudem im Musical Der Zauberer von Oz mitwirkte.
2002 siedelte Swoboda dann ganz nach Berlin über, wo er gemeinsam mit seiner Gesangspädagogin Renate Faltin die Bühnenfigur Renee Fein entwickelte. Mit dieser Frauenrolle ging er auch auf Gastspielreise. Mit der Soiree mit Renee stellte er 2006 ein Bühnenprogramm zusammen, das er in Berlin und anschließend im Rhein-Main-Gebiet zur Aufführung brachte.
Als 1. Tenor war er in den Showproduktionen auf dreien der AIDA-Kreuzfahrtschiffe zu sehen, wo er neben ABBA-, Queen- und Beatles-Songs auch Musicalmelodien und James-Bond-Titel sang. Neben der Sopranistin Lisa Salzmann spielte er 2007 im Erfurter Kabarett-Theater Lachgeschoss eine Musical-Gala mit dem Namen Liza & Renee – Drei Stimmen auf vier Beinen.
Mit seinem zweiten Programm Nette Renee – Zwei schminken sich was ab hatte Swoboda Ende 2007 Premiere an der Berliner Volksbühne. Anschließend gastierte er Ende 2008 bis April 2009 erneut mit der Chantal (La Cage aux Folles) im Musiktheater im Revier in Gelsenkirchen. Das Kit-Kat-Girl Frenchie aus dem Musical Cabaret spielte er im Mai 2009 in Bozen/Südtirol.
Von September 2010 bis Anfang 2012 spielte und sang Swoboda die Hauptrolle der Yma in der Revue Yma – zu schön, um wahr zu sein am Berliner Friedrichstadt-Palast. Im Kontrast dazu steht Swobodas Tätigkeit als Musical-Comedian in seinem dritten Soloprogramm Renee’s Coming In – Ich bin auch ohne Lady gaga, in dem er als männlicher Entertainer agiert.
Bis Oktober 2012 spielte Swoboda die Partie der Klatschreporterin im Musical Chicago, das im schweizerischen St. Gallen aufgeführt wurde. Zudem mimte er im August 2012 den 1. Tenor „Ari Leschnikoff“ in Achtung. Selten. Die Comedian Harmonists, das in der Sommerkomödie im Oderbruch und am Kurtheater Bad Freienwalde in Brandenburg gezeigt wurde.
Im gleichen Jahr war er am Staatstheater am Gärtnerplatz in München in der Rolle der Chantal im Musical La Cage aux Folles – ein Käfig voller Narren zu sehen. Diese Rolle übernimmt er auch seit März 2014 in der Berliner Inszenierung in der Bar jeder Vernunft sowie im Herbst desselben Jahres in Salzburg. Parallel tritt er bis ins Frühjahr 2015 mit seinem Soloprogramm Renee auf Erden auf, mit Texten ausschließlich von Friedhelm Kändler. Im Zusammenhang mit dem Show-Projekt Berlin Nights produzierte DJ Tomekk die erste Swoboda-Single I am Berlin, die im Januar 2017 auf Download-Portalen veröffentlicht wurde. Im selben Monat erschien über YouTube ein dazugehöriges Musikvideo.
Swobodas Gesangstimme erstreckt sich vom Tenor bis hin zu einem weiblich klingenden Sopran.